# Маленький пакет любви
«Маленький пакет любви» (англ. A Little Love Package) — художественный фильм аргентинского режиссёра Гастона Солники совместного производства Аргентины и Австрии с Анжелики Папулиа, Кармен Чаплин и Марио Беллатином в главных ролях. Премьера картины состоялась в феврале 2022 года на 72-м Берлинском кинофестивале.

## Сюжет
Действие фильма происходит в Вене. Главная героиня, Анжелики, хочет купить квартиру и нанимает для этого риэлтора Кармен, однако по ходу дела начинает отвергать все варианты под самыми смехотворными предлогами.

## В ролях
- Анжелики Папулиа — Анжелики
- Кармен Чаплин — Кармен
- Марио Беллатин

## Премьера и восприятие
Премьерный показ фильма состоялся в феврале 2022 года на 72-м Берлинском кинофестивале. Один из критиков охарактеризовал «Маленький пакет любви» как «комедию о щедрости, женской дружбе и любви к повседневности», а также как «оду неменяющейся австрийской столице».